# 天主教慈幼會伍少梅中學
天主教慈幼會伍少梅中學（英語：Salesians of Don Bosco Ng Siu Mui Secondary School），是位於香港新界葵涌葵合街30號的一所津貼中學，由鮑思高慈幼會於1972年主辦。屬於葵青區男子學校，佔地7,400平方米。學校目前除了取錄香港學生之外，亦取錄南亞裔與新移民學生。由創校至今，該校曾易名兩次；先於1987年由伍少梅工業學校（Don Bosco Technical School，簡稱DBTS，與校訓簡稱相同）改為天主教慈幼會伍少梅工業學校（Salesians of Don Bosco Ng Siu Mui Technical School），後於2005年改為現稱。辦學初年，學校只有工場大樓落成。因工程延誤關係，當時校內學生需要到天主教母佑會蕭明中學借用課室上學術課堂。與此同時到工場大樓進行工科實習。到1977年教學大樓完全啟用，伍少梅中學的學生恢復在原校上課。

## 校政管理
*伍少梅中學自1998年推行校本管理，以下部分資料為天主教慈幼會伍少梅中學歷任校監（1972年至2003年）與校長（1972年至2006年）名錄：

### 歷任校監
- 1972年至1978年：邱心源 神父[6]
- 1978年至1981年：孔智剛 神父[7]
- 1981年至1987年：華近禮 神父
- 1987年至1989年：謝家賢 神父
- 1989年至2003年：鄭泰祺 神父
- 2003年至2024年：蘇志超 神父[8][9]
- 2024年至今：陸順賢 神父

### 歷任校長
- 1972年至1978年：黎如漢 修士[6]
- 1978年至1980年：張梓堂 神父
- 1980年至1983年：黃建國 神父
- 1983年至1989年：林健漢 神父
- 1989年至1995年：盧榮德 修士
- 1995年至2006年：胡德賢 修士
- 2006年至2008年：鄭振發 先生[10][11]
- 2008年至2016年：虞歐坤 先生[12][13]
- 2016年至2018年：周黎明 先生[14]
- 2018年至今：李建文 先生[15]

## 歷任副校長
- 王焯權 先生
- 李建文 先生
- 黃國源 先生[16]
- 劉文宇 先生[17]
- 梁穎媛 女士
- 陳頴妍 女士
- 譚超羣 先生[18]

## 校徽釋義
伍少梅中學的校徽由兩個大小齒輪組成，圖案中間有一個十字架。代表該校為天主教慈幼會屬校以及科技教育。而左下方的「DBTS」是拉丁語校訓 Delectatio Bontatis Thesaurus Sapientiae 的簡稱，解作「樂於行善是智慧的寶庫」，右上是其中譯「恒善致知」。

## 學校發展

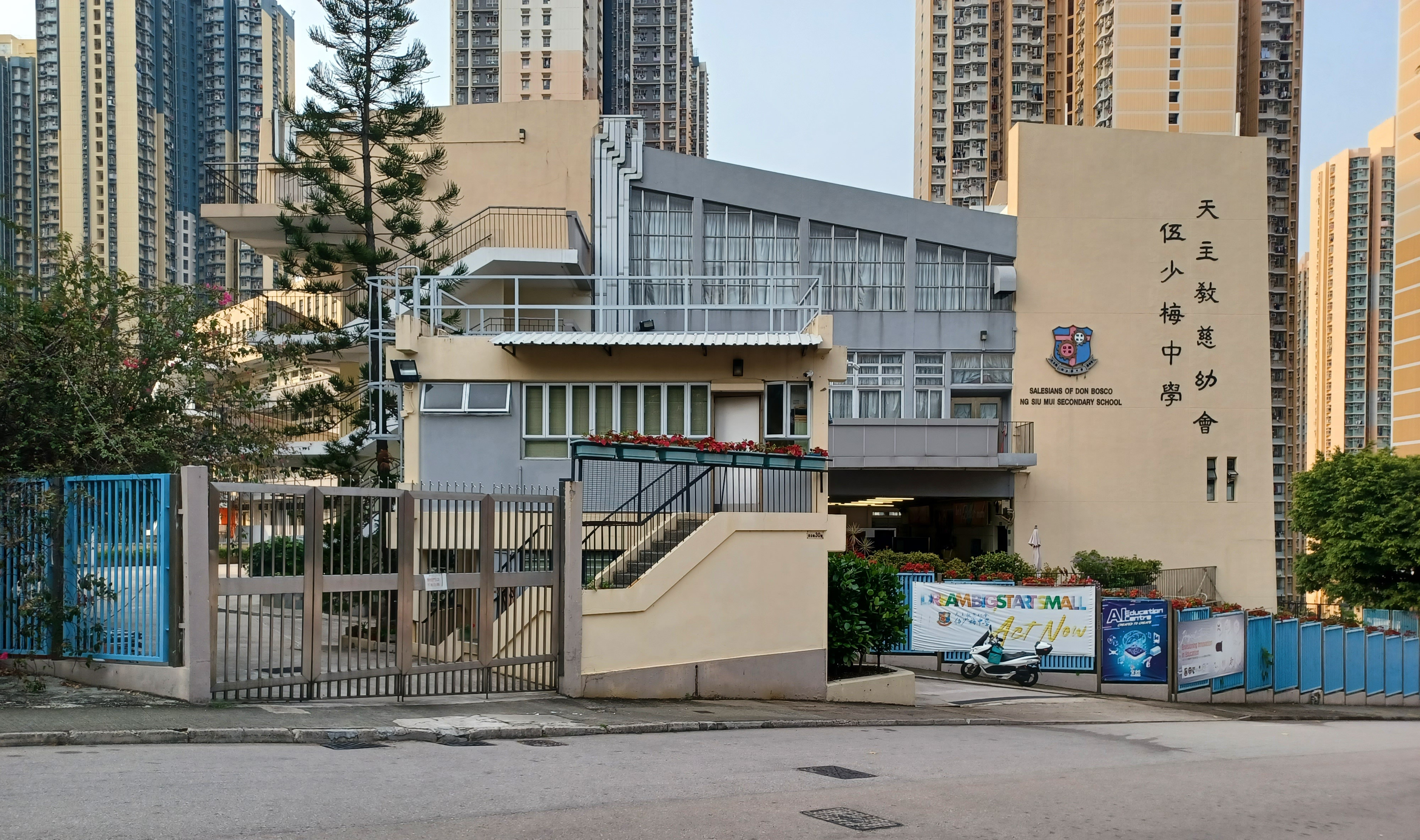
從葵合街望向天主教慈幼會伍少梅中學正門

香港政府與天主教香港教區主教白英奇於1964年為配合葵青區城市設計和應付工業教育的需求，於是邀請天主教慈幼會在葵涌營辦一所工業中學。時任慈幼會會長蕭希哲神父和商人梁伍少梅女士共同支持建校計劃，加上獲政府撥出土地，並支付百分之八十建築費來興建校舍。結果辦學團體於1968年6月舉行動土儀式，再於1971年開始建立校舍及鮑思高青年中心。直至1972年六班中一入學生正式上課，由胡振中樞機於1977年擔任開幕典禮嘉賓。校舍在著名土木工程師潘衍壽與洪記建築公司協助下正式完成興建過程。由於1972年當年只有工場大樓落成，只可供學生學習工業課程。完整的校舍尚未完全竣工。因此該校曾在1974年借用鄰校天主教母佑會蕭明中學，讓十一班學生上課。於1977年才讓十七班學生在現時校舍就學。同年亦改以五日制循環周學習，且派中五學生參與香港中學會考。中七學生卻在1984年首次參加香港高等程度會考。至於預科學科方面，天主教慈幼會伍少梅中學在1982年開設首班預科班，1983年新增中七年級；2007年前只開辦理科。
學校由2010年起開始取錄非華語學生，由首三年每年接收一個，至2016年全校計有三分一非華語學生。2018年，學生比例已變為非華語學生約三成，當中巴基斯坦裔佔非華語學生約八成。而中三非華語學生之中逾一半學生是新移民人士。因葵青區區內適齡學童減少致使收生不足。伍少梅中學在2014年至2015學年起由原本三班中一減至兩班。為了應付新高中學制需要，該校其後在2016年至2017年進行校舍改善計劃。又在2018年應學校健身潮流，把校內的工房改建為「沙維豪健身室」。而健身室的裝置及器材則由「伍少梅大學獎學金委員會」捐贈。另外，該校尚有一個「伍少梅拳擊館」，在校內推廣拳擊運動。為讓學生有更多學科以外的技藝學習選擇，天主教慈幼會伍少梅中學開辦舞台音響、電腦編程、咖啡拉花、攝影以及較為少見的課程，如皮膚護理形象設計、甜品製作等。

## 成立團體
天主教慈幼會伍少梅中學分別於1970及1980年代成立以下團體：
- 1973年 - 學長會[註 3]
- 1977年 - 公益少年團
- 1978年 - 天主教慈幼會伍少梅中學舊生會
- 1981年 - 學生會、童軍南葵涌區第41旅[40]、紅十字青年團第110旅、少年警訊支會
- 1995年 - 家長教師會

## 重要事件
2009年10月，該校兩名分別十五歲和十七歲的學生在荃豐中心商場吸食毒品後神志不清，被警方以藏毒罪名拘捕。學校及後再發生兩件校園暴力事件，最終報警處理。
在2010年，一名15歲將升讀伍少梅中學中四年級的男生上吊身亡，輕生原因不明。同年4月，該校也發生爆竊事件；兩名中一及中二生潛入校舍教員室，偷去兩名教師的手提電腦和用來教學的避孕套。
在2018-2019年度，該校斥資近一百萬元活化校園多處地方，包括設立咖啡室、健身室及泰拳館。2020年4月香港中學文憑試舉行期間，該校是全港首間用智能機械人進行教育活動的學校，他們利用三個智能機械人，在文憑試期間協助照顧考生和進行防疫工作。包括向考生提供酒精搓手液、量度體溫、為試場消毒、發佈訊息和鼓勵說話等。另一方面藉此提升學生對學習STEM的動機和興趣。
2024年3月，一名天主教慈幼會伍少梅紀念中學 13歲男生在參加學校舉辦的舉辦4日3夜中國汕頭交流團期間，疑在酒店房內洗澡時，被同學偷拍全裸片段，短片在校內流傳。被偷拍男生家長事後報警，警方其後拘捕一名14歲男生。然而，事隔一年該片段於2025年4月再次被上傳至社交媒體，涉事男生家長因此於4月20日再到警署報案。「荃媒」向《光傳媒》表示，受害男生在校內一直遭受欺凌，事發後情緒低落，家長決定公開事件，是不希望再有其他學生被欺凌，以及認為校方想隱瞞事件，採取的行動亦不恰當。

## 著名教師
- 韓連山：香港教育專業人員協會監事、保衛香港自由聯盟創辦人兼發言人[46][47]
- 范錦平：前廠商會中學校長（1972年至1976年間擔任校內教務主任）[48]

## 著名/傑出校友
商業、專業界
- 麥永開（1977年中五）：香港傑出青年協會基金會主席（2013-2019）、1984年香港十大傑出青年[49]
- 柳景康（1992年中七[50]）：全球五大國際建築事務所之一凱達環球香港區執行董事[51]
- 周縉匡：前香港上市公司眾彩科技（8156）區域財務總監兼公司秘書[52]
- 陳漢松：香港上市公司迪生創建（0113）執行董事
- 陳己雄（1983年中五；1985年中七）：已故康樂及文化事務署總監（博物館項目與發展）及前香港太空館館長[53]

教育、政治界
- 黃承義（1977年中五）：香港明愛專上學院人文及語言學院助理講師[54]
- 林偉業（1983年中五；1984年中六）：前香港大學教育學院中文教育研究中心教育系副教授[54]
- 葉偉明（1981年中五）：東華三院伍若瑜夫人紀念中學校長、聖類斯中學前校長[54]
- 范國威（1984年中五）[54]：前立法會議員（新界東）[55]

演藝、傳媒界
- 葉智榮（Alan Yip）（1982年中五）：國際知名工業設計師、香港設計商會主席、2004年香港十大傑出青年、2005年香港十大傑出設計師[56]
- 何亨（約1987年畢業）：香港資深傳媒人、廣播節目「越位越出位」及「守下留情」主持人
- 彭震宇（阿祖）：前香港商業電台廣播節目「摩星嶺4號」主持人[57]
- 李志剛（1984年中五）：香港電台第二台唱片騎師[58]
- 陳嘉輝（1980年中五）：香港男演員[59]

其他界別
- 劉子禮：香港籃球運動員[54]

## 外部連結
- 天主教慈幼會伍少梅中學（页面存档备份，存于）
- 天主教慈幼會伍少梅中學鮑思高同學會（页面存档备份，存于）
- 【校園放大鏡】伍少梅校師生 邊玩邊學STEAM，香港文匯報，2017年2月7日（页面存档备份，存于）